# Uszczelniacz Bange'a
Uszczelniacz Bange’a – skonstruowany przez Charles’a de Bange’a uszczelniacz plastyczny zapobiegający przedostawaniu się gazów prochowych wskutek nieszczelności zamka. Powstał w latach 1872-1877 i w postaci elastycznego grzybka zastosowany został po raz pierwszy w zamku śrubowym francuskiej armaty kalibru 90 mm, wprowadzonej do uzbrojenia w 1877 roku. Stosowany do dziś w różnych typach dział strzelających amunicją bezłuskową
Zasada działania tego urządzenia opiera się na zastosowaniu elastycznej poduszki uszczelniającej umieszczonej pomiędzy trzonem zamkowym a tłokiem zaporowym. Poduszka wykonana jest najczęściej z pierścieni utworzonych z włókien azbestowych nasyconych łojem lub mydłem wapiennym, barytowym, magnezowym, ołowianym albo cynkowym. W momencie strzału gazy prochowe naciskające na tłok zaporowy powodują promieniowe odkształcenie poduszki i tym samym uszczelnienie lufy.